# Махараджа Майсура
Махараджа Майсура — титул правителя Королевства Майсур в Южной Индии до упразднения монархии в 1950 году, главы королевской семьи с 1950 по 1971 год, неофициально, главы бывшей королевской семьи после отмены титулов и привилегий в 1971 году.
Княжество Майсур было основано как феодальное княжество в 1399 году, которое выросло в Королевство Майсур. Водеяры правили этим королевством почти непрерывно между с 1399 и 1950 годами. Вначале Водеяры были вассалами Виджаянагарской империи (1399—1565), затем как независимые правители (1565—1761), затем как марионеточные правители при Хайдере Али и Типу Султане (1761—1796), и наконец, как вассалы и союзники Британской империи (1799—1947).

## ВассалыВиджаянагарской империи(1399—1565 гг.)
- Ядурайя Водеяр (1371—1423), 1-й махараджа Майсура (1399—1423)
- Чамараджа Водеяр I (1408—1459), 2-й махараджа Майсура (1423—1459), сын предыдущего
- Тиммараджа Водеяр I (1433—1478), 3-й махараджа Майсура (1459—1478), сын предыдущего
- Чамараджа Водеяр II (1463—1513), 4-й махараджа Майсура (1478—1513), сын предыдущего
- Чамараджа Водеяр III (1492—1553), 5-й махараджа Майсура (1513—1553), сын предыдущего.

## Независимые правители (1565—1761)
- Тиммараджа Водеяр II (? — 1572), 6-й махараджа Майсура (1553—1572), старший сын предыдущего
- Чамараджа Водеяр IV (1507—1576), 7-й махараджа Майсура (1572—1576), младший брат предыдущего
- Чамараджа Водеяр V (? — 1578), 8-й махараджа Майсура (1576—1578), сын Раджакумара Кришнараджи, племянник предыдущего
- Раджа Водеяр I (1552—1617), 9-й махараджа Майсура (1578—1617), сын Чамараджи Водеяра IV
- Чамараджа Водеяр VI (1603—1637), 10-й махараджа Майсура (1617—1637), сын Ювараджи Нарасараджи, внук предыдущего
- Раджа Водеяр II (1612—1638), 11-й махараджа Майсура (1637—1638), сын Раджи Водеяра I
- Кантирава Нарасараджа Водеяр I (? — 1659), 12-й махараджа Майсура (1638—1659), сын принца Беттады Чамараджи, двоюродный брат предыдущего
- Додда Девараджа Водеяр (1627—1673), 13-й махараджа Майсура (1659—1673), четвертый сын принца Девараджендры Водеяра, двоюродный брат предыдущего
- Чикка Девараджа Водеяр (1645—1704), 14-й махараджа Майсура (1673—1704), сын Додды Девараджи, племянник предыдущего
- Кантирава Насараджа Водеяр II (1673—1714), 15-й махараджа Майсура (1704—1714), сын предыдущего
- Додда Кришнараджа Водеяр I (1702—1732), 16-й махараджа майсура (1714—1732), сын предыдущего. Вместе с ним кончилась и прямая родословная Ядурайя. Затем последовала череда номинальных правителей, принятых уцелевшими махарани для продолжения традиции.
- Чамараджа Водеяр VII (1704—1734), 17-й махараджа Майсура (1732—1734), сын Девараджа Урса и приёмный сын предыдущего
- Кришнараджа Водеяр II (1728—1766), 18-й махараджа Майсура (1734—1766), приёмный сын Додды Кришнараджи Водеяра I, марионеточный правитель при Хайдере Али с 1761 года.

## Марионеточные правители при Хайдере Али и Типу Султане (1766—1796)
- Нанджараджа Водеяр (1748—1770), 19-й махараджа Майсура (1766—1770), старший сын Кришнараджи Водеяра II, марионеточный правитель при Хайдере Али
- Чамараджа Водеяр VIII (1759—1776), 20-й махараджа Майсура (1772—1776), младший брат предыдущего, марионеточный правитель при Хайдере Али
- Чамараджа Водеяр IX (1774—1796), 21-й махараджа Майсура (1776—1796), младший брат предыдущего, марионеточный правитель при Хайдере Али до 1782 года, затем при Типу Султане до его низложения в 1796 году.

## Регенты Султаната Майсур (1761—1799)
- Хайдер Али (1720—1782), регент Майсура (1761—1782), сын майсурского военачальника Фатх-Мухаммада (1704—1725)
- Типу Султан (1750—1799), регент Майсура (1782—1799), старший сын предыдущего.

## Под британским сюзеренитетом вплоть до упразднения монархии (1799—1950 гг.)
- Кришнараджа Водеяр III (1794—1868), 22-й махараджа Майсура (1799—1868), сын Чамараджи Водеяра IX
- Чамараджендра Водеяр X (1863—1894), 23-й махараджа Майсура (1868—1894), третий сын Сардара Чикки Кришнараджа Урса, внук и приёмный сын Кришнараджи Водеяра III
  - Вани Виласа Саннидхана (1866—1934), махарани-регентша Майсура (1894—1902), супруга махараджи Чамараджи Водеяра X
- Кришнараджа Водеяр IV (1884—1940), 24-й махараджа Майсура (1894—1940), старший сын Чамараджендры Водеяра X
- Джаячамараджа Водеяр (1919—1974), 25-й махараджа Майсура (1940—1950), единственный сын принца Ювараджи Кантиравы Нарасимхарадж Водеяра, племянник предыдущего.

## Титульные махараджи (1950—1971)
- Джаячамараджа Водеяр (1919—1974), титулярный 25-й махараджа Майсура (1950—1971), занимавший пост раджпрамукха Майсура (1950—1956), губернатора штата Майсур (1956—1964) и губернатора штата Мадрас (современный Тамилнад) (1964—1966), единственный сын принца Ювараджи Кантиравы Нарасимхарадж Водеяра, племянник сын Кришнараджи Водеяра IV, последнего правящего махараджи Майсура.

## Главы бывшей королевской семьи (1971 — настоящее время)
- Джаячамараджендра Водеяр (1919—1974), глава королевской семьи Майсура (1971—1974), единственный сын принца Ювараджи Кантиравы Нарасимхарадж Водеяра, племянник сын Кришнараджи Водеяра IV
- Шрикантадатта Нарасимхараджа Водеяр (1953—2013), глава королевской семьи Майсура (1974—2013), единственный сын предыдущего.

## Междуцарствие (2013—2015)
- Ядувир Кришнадатта Чамараджа Водеяр (род. 1992), глава королевской семьи Майсура (2015 — н.в.), внучатый племянник и приёмный сын предыдущего.